# جون هیو سونگ
جون هیو-سئونگ (به انگلیسی: Jun Hyo-seong)(زاده ۱۳ اکتبر ۱۹۸۹) خواننده، بازیگر کره‌ای است.